# Paul Nogier
Paul Nogier (* 3. Juli 1908 im 2. Arrondissement, Lyon; † 15. Mai 1996 im 5. Arrondissement, Lyon) war ein französischer Arzt, der als Begründer der Ohrakupunktur gilt.

## Werdegang
Er war der Sohn von Thomas Nogier (1874–1956), einem Professor für medizinische Physik an der medizinischen Fakultät der Universität Lyon. Nogier absolvierte ein Studium der Physik innerhalb von drei Jahren an der zentralen Schule in Lyon. Er studierte dort ebenfalls Medizin, Homöopathie sowie Chirotherapie. 

## Arbeits- und Forschungsschwerpunkte
Die Entwicklung der Ohrakupunktur durch Nogier erfolgte im Jahre 1951. Nogier berichtete, dass die gesamte Ohroberfläche eine Reflexzone darstelle, auf die alle Organe des Körpers reagierten. Er beschrieb den Reflex auriculo-cardiale, der seitdem Nogier-Puls genannt wird. Die erste Veröffentlichung seiner Erkenntnisse erschien 1957 in der "Deutschen Zeitschrift für Akupunktur". In den folgenden Jahren entwickelte er die Aurikulotherapie. Er gründete im Januar 1996 die Internationale Paul-Nogier-Schule.